# Спектры (симфония)
«Спектры» — симфония для камерного оркестра советского и украинского композитора Валентина Сильвестрова, созданная в 1965 году.

## Создание
Камерная симфония создана Валентином Сильвестровым в 1965 году. Была посвящена дирижёру Игорю Блажкову, пропагандисту современной музыки и лидеру неформального объединения композиторов, ставшего известным как «Киевский авангард», в которое входил и Сильвестров. Создание симфонии связано со сценарием фильма Сергея Параджанова «Киевские фрески», в котором стихии огня и света должны были занимать важное значение. Однако картину закрыли и от неё остались только пробы — «маленький фильм». По словам композитора, это сочинение напрямую связано не с фильмом, а с его сценарием, где сюжет не имел особого значения и практически отсутствовал: «Это сочетание разных состояний, выраженных с помощью тембра и темпа, как отображение разных оттенков огня и света. Ну вот фильм закрыли, а сочинение было исполнено».
Премьера состоялась 1965 в Большом зале Ленинградской филармонии, дирижёр — Игорь Блажков. Сочинение вызвало значительный успех у публики, автора вызывали 12 раз. После этого присутствовавший на концерте дирижёр Евгений Мравинский спросил у Блажкова, не мог бы Сильвестров написать симфоническое произведение, которое он бы исполнил со своим оркестром. Композитор согласился и написал Третью симфонию, более известную под программным названием «Эсхатофония».

## Анализ
Состоит из трёх частей, общая продолжительность около 15 минут. Вместе с Симфонией № 2 и Симфонией № 3 Сильвестрова образует цикл «Космические пасторали». Начиная со времени создания симфонии Сильвестров стал использовать запись партитуры в трёх ключах: скрипичном, басовом и альтовом, без транспонирования. Трёхчастный цикл построен на прогрессирующем увеличении объёма частей.